# What Is Love? (singel Twice)
„What Is Love?” – koreański singel południowokoreańskiej grupy Twice, wydany cyfrowo 9 kwietnia 2018 roku w Korei Południowej.
Singel promował płytę What Is Love?. Sprzedał się w Korei Południowej w nakładzie 1 590 734 kopii (stan na grudzień 2018). Utwór wygrał trzy razy z rzędu w programach muzycznych Show Champion oraz Inkigayo zdobywając „Triple Crown”.
Japońska wersja tego utworu pojawiła się na japońskiej kompilacji #TWICE2.

## Lista utworów
| Utwór | Utwór           | Utwór                     | Utwór                     | Utwór                      | Utwór   |
| Nr    | Tytuł utworu    | Tekst                     | Kompozycja                | Aranżacja                  | Długość |
| ----- | --------------- | ------------------------- | ------------------------- | -------------------------- | ------- |
| 1.    | „What Is Love?” | J.Y. Park "The Asiansoul" | J.Y. Park "The Asiansoul" | Lee Woo-min "collapsedone" | 3:28    |

## Notowania
| Lista                              | Najwyższa pozycja |
| ---------------------------------- | ----------------- |
| Gaon Weekly Digital Chart          | 1                 |
| Gaon Weekly Download Chart         | 1                 |
| Japan Hot 100                      | 6                 |
| Kpop Hot 100                       | 1                 |
| Billboard World Digital Song Sales | 3                 |

## Nagrody i nominacje
| Rok  | Ceremonia                         | Kategoria                                | Wynik     | Źródło |
| ---- | --------------------------------- | ---------------------------------------- | --------- | ------ |
| 2018 | 1st MBC Plus X Genie Music Awards | Najlepszy żeński występ taneczny         | Nominacja | [ 9 ]  |
| 2018 | 20. Mnet Asian Music Awards       | Piosenka roku                            | Wygrana   | [ 10 ] |
| 2018 | 20. Mnet Asian Music Awards       | Najlepszy występ taneczny – grupa żeńska | Wygrana   | [ 10 ] |
| 2018 | 20. Mnet Asian Music Awards       | Najlepszy teledysk                       | Nominacja | [ 10 ] |
| 2019 | 8th Gaon Chart Music Awards       | Piosenka roku – kwiecień                 | Wygrana   | [ 11 ] |

### Nagrody w programach muzycznych
| Program                   | Data             | Źródło |
| ------------------------- | ---------------- | ------ |
| Show Champion (MBC Music) | 18 kwietnia 2018 | [ 12 ] |
| Show Champion (MBC Music) | 25 kwietnia 2018 | [ 13 ] |
| Show Champion (MBC Music) | 2 maja 2018      | [ 14 ] |
| M Countdown (Mnet)        | 19 kwietnia 2018 | [ 15 ] |
| M Countdown (Mnet)        | 26 kwietnia 2018 | [ 16 ] |
| Music Bank (KBS2)         | 20 kwietnia 2018 | [ 17 ] |
| Music Bank (KBS2)         | 27 kwietnia 2018 | [ 18 ] |
| Show! Music Core (MBC)    | 21 kwietnia 2018 | [ 19 ] |
| Show! Music Core (MBC)    | 28 kwietnia 2018 | [ 20 ] |
| Inkigayo (SBS)            | 22 kwietnia 2018 | [ 21 ] |
| Inkigayo (SBS)            | 29 kwietnia 2018 | [ 22 ] |
| Inkigayo (SBS)            | 6 maja 2018      | [ 23 ] |